# Daphnia cucullata
Daphnia cucullata is een watervlooiensoort uit de familie van de Daphniidae. De wetenschappelijke naam van de soort is voor het eerst geldig gepubliceerd in 1862 door Georg Ossian Sars.